# Zuklopentyksol
Zuklopentyksol, zuklopentiksol – organiczny związek chemiczny, pochodna tioksantenu. 
Jest neuroleptykiem o silnym działaniu uspokajającym i przeciwwytwórczym, umiarkowanie przeciwautystycznym oraz słabym przeciwdepresyjnym. Znalazł zastosowanie w leczeniu ostrych i przewlekłych objawów schizofrenii i innych chorób psychotycznych. Wprowadzony do lecznictwa w 1986 roku przez duńską firmę H. Lundbeck, stopniowo wyparł klopentyksol.

## Preparaty handlowe w Polsce
- Clopixol – tabl. powl. 0,01 g i 0,025 g (w postaci dichlorowodorku zuklopentyksolu)
- Clopixol Acuphase – roztw. do wstrz. 0,05 g/1 ml (w postaci octanu zuklopentyksolu)
- Clopixol Depot – roztw. do wstrz. 0,2 g/1 ml (w postaci dekanonianu zuklopentyksolu)
- Cisordinol – tabl. 0,01 g (w postaci dichlorowodorku zuklopentyksolu) – tylko w imporcie docelowym